# Grand Power K100

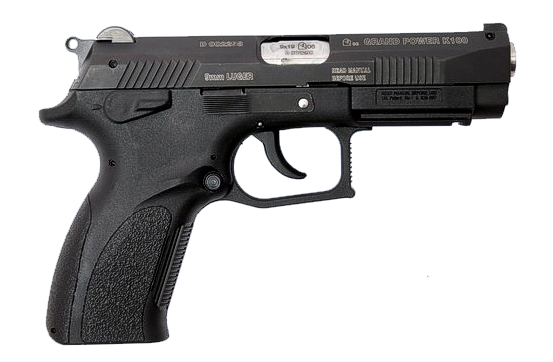
Grand Power K100 Mk. 6.

La Grand Power K100 es una pistola semiautomática de calibre de 9 mm que fue fabricada y producida por Grand Power, una compañía de armas establecida en Banska Bystrica, Eslovaquia. Es usada por las fuerzas armadas de Eslovaquia hoy en día y también ha obtenido cierta prominencia en los circuitos de competencias de tiro en Europa.

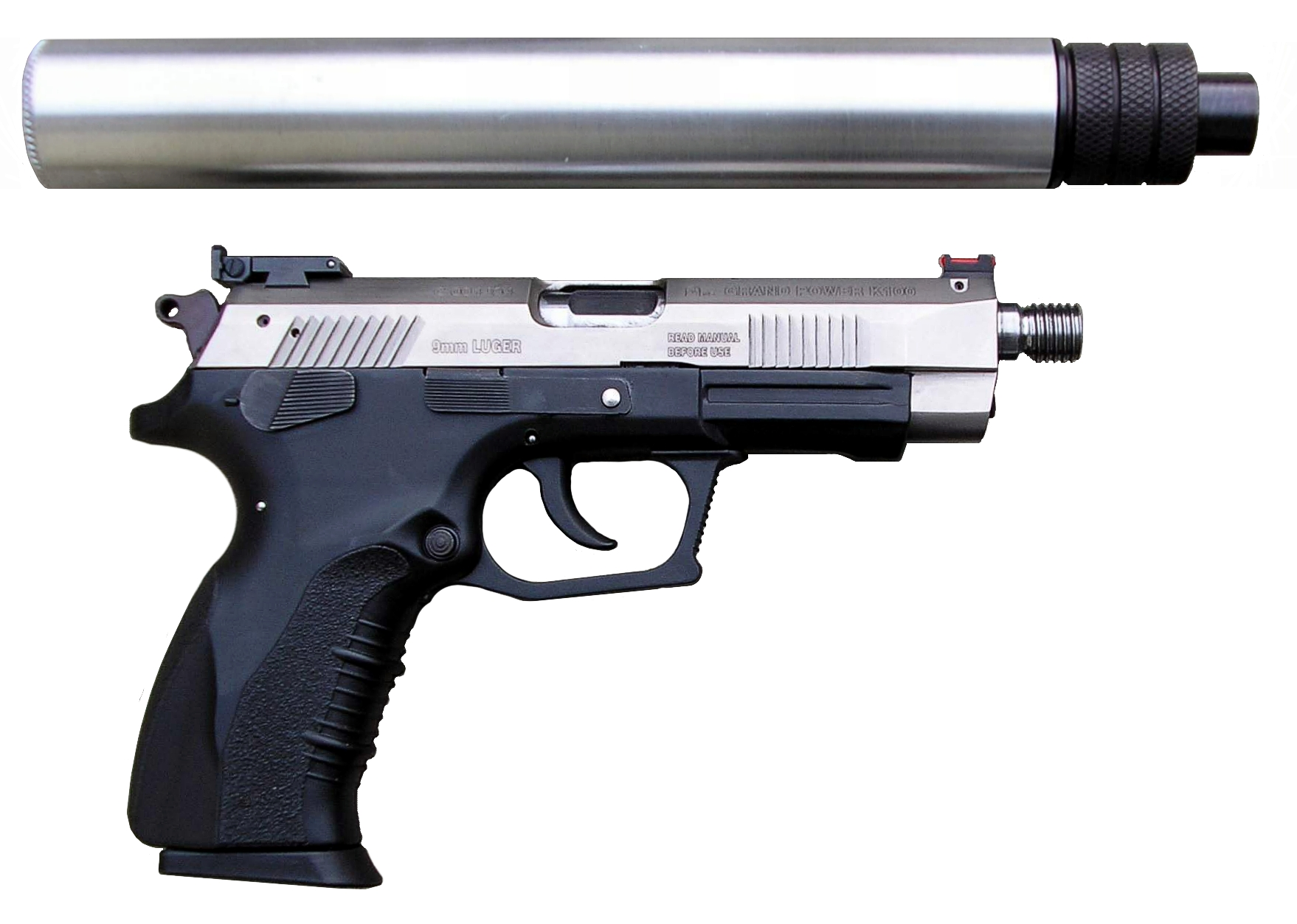
GP K100 Whisper, junto a su silenciador.

## Desarrollo
La K100 fue diseñada por Jaroslav Kuracina, un diseñador de armas que anteriormente había sido un oficial de armas en el ejército Eslovaco. Kuracina comenzó sus bosquejos de diseño en 1992, pero tuvo que esperar hasta 1996 para continuar su diseño debido a restricciones sobre la construcción de armas de fuego en Eslovaquia en el periodo pos-soviético. El desarrollo del diseño comenzó a dar frutos en 2002, cuando la pistola entró en producción a gran escala. En el 2007, Grand Power firmó un contrato  con STI International, Inc. (una compañía de armas de Texas) para producir 100 000 unidades de la K100 para el mercado estadounidense. Estas armas fueron fabricadas en Eslovaquia y comenzaron a ser exportadas a los Estados Unidos en 2008 bajo el nombre STI GP6. La K100 está disponible en varias versiones optimizadas para servicio, competencias, o defensa propia y puede ser personalizada con diferentes cañones y accesorios.

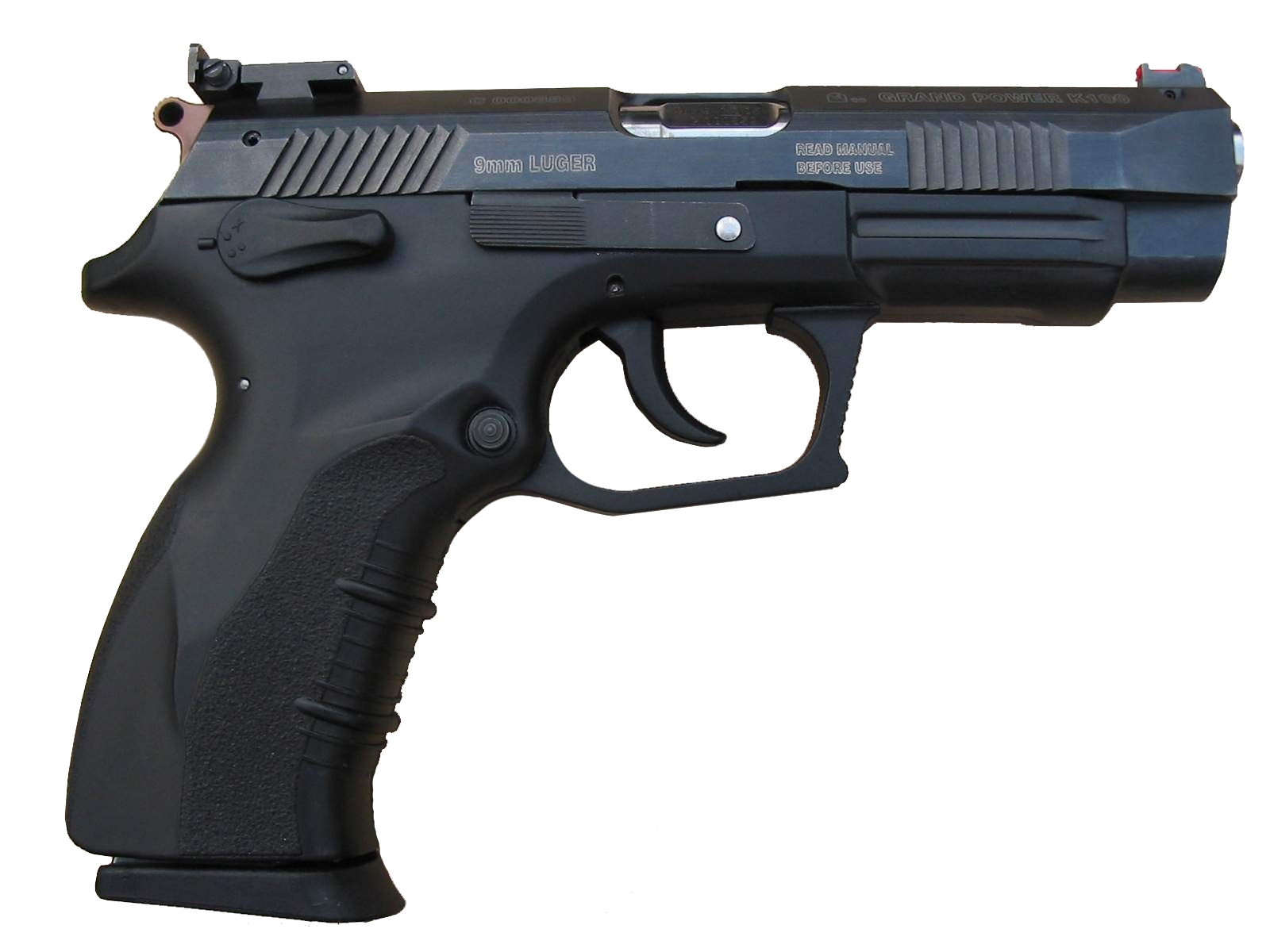
Una GP K100 optimizada para competencias de tiro práctico.

## Detalles de diseño
La K100 es una pistola semiautomática accionada por retroceso y con recámara acerrojada. Esta pistola emplea un raro sistema rotativo de acerrojado del cañón, en el cual el cañón gira con el retroceso para desacoplarse de la corredera. El movimiento de rotación del cañón es controlado por un pasador en su parte inferior. Cuando la pistola es disparada, la corredera y el cañón retroceden 3/8 de pulgada a la vez que el cañón gira a la derecha (con respecto al tirador) a causa de un canal helicoidal presente a lo largo del cañón. Una vez que el cañón y la corredera han retrocedido al punto en que el cañón ha girado 45˚, la corredera continúa retrocediendo mientras que el retroceso del cañón se detiene al contacto del armazón de la pistola y la extensión cuadrada del cañón. En este diseño, la extensión del cañón está en contacto directo con el armazón a través de un pasador transversal remplazable. Este diseño resulta en un diámetro de eje que es relativamente bajo en relación con la mano del tirador. El mecanismo de la K100 es capaz de una cadencia de disparo muy alta, aunque el sistema de control de disparo es semiautomático. El gatillo estándar de la K100 ha sido descrito como un gatillo preciso e ideal para competencias de tiro práctico.
El cañón  es de construcción pesada para asegurar su precisión y longevidad de servicio. Todas las piezas metálicas del arma han sido sometidas a un tratamiento de tecnología Tenifer QPQ. Esto endurece las piezas metálicas y aumenta su resistencia a la corrosión.
La K100 estándar tiene un cañón de 108 mm de longitud y es de doble acción. El seguro del arma puede activarse con el martillo armado, pero no cuando está en la posición adelantada. El seguro no bloquea la corredera. 
El armazón hecho de polímero contiene un cajón de mecanismos de acero, el cual tiene los rieles para la corredera y los puntos de anclaje para el sistema del gatillo. La guía del resorte de la corredera, el seguro, el gatillo, y el guardamonte son de polímero. La K100 utiliza cargadores estándar de 15 cartuchos. En el mercado estadounidense se pueden conseguir cargadores de 15 y 20 cartuchos.   
La K100 fue diseñada con superficies ergonómicas que aseguran un buen agarre para el tirador, aun en condiciones extremas. La pistola también incluye controles completamente ambidextros. La K100 se desarma del mismo modo que la Walther PPK.